# 安楽寺 (駒ヶ根市)
安楽寺（あんらくじ）は長野県駒ヶ根市にある、浄土宗鎮西派の寺院。山号を鶏頭山と称する。天文2年（1533年）（天正元年（1573年）説もあり）に還夢上人が開山する。
本尊は阿弥陀如来である。

## 歴史
天文2年（1533年）（天正元年（1573年）説もあり）に現在地より北側の、古田切地籍に還夢上人が開山する。正徳5年（1715年）洪水により寺は流失、享保元年（1716年）上穂に移転復興。
文化6年（1809年）近接民家の火災により延焼、焼失する。焼失前は現三門より東に位置していた本堂を、民家に接するのを避けて、現在地に復興する。文化8年（1811年）の本堂請負証文の一部が残存する。
文政7年（1824年）本堂、庫裡再建完了。二度の災いにあい、宝物、記録の大半を失っているが、本尊の阿弥陀如来像は火災をくぐり抜けており、首、胸等の傷はその時についたものである。
現三門は天保11年（1840年）建立とされ、三間一戸楼門で、屋根は入母屋造であり、随所に立川流に類似する彫刻が施されている。2階内部には大日如来像、16羅漢像がまつられている。
昭和59年（1984年）本堂、位牌堂改築。平成5年（1993年）客殿改築。
令和3年（2021年）住職飯田実雄上人、浄土宗七大本山の一つであり、同宗の京都四本山（他に知恩院、百万遍知恩寺、金戒光明寺）の一つである清浄華院（しょうじょうけいん）の第83世法主に就任、安楽寺住職は子息、飯田英心上人が第25世住職に就任した。

## 文化財
- 三門 - 平成23年（2012年）駒ケ根市の有形文化財に指定された。
- 本堂
- 観音堂
- 阿弥陀如来像 - 宝暦12年（1762年）作。
- 法然上人像 - 浅田伝兵衛仏師作　安永3年（1774年）本堂に安置。

## 画像

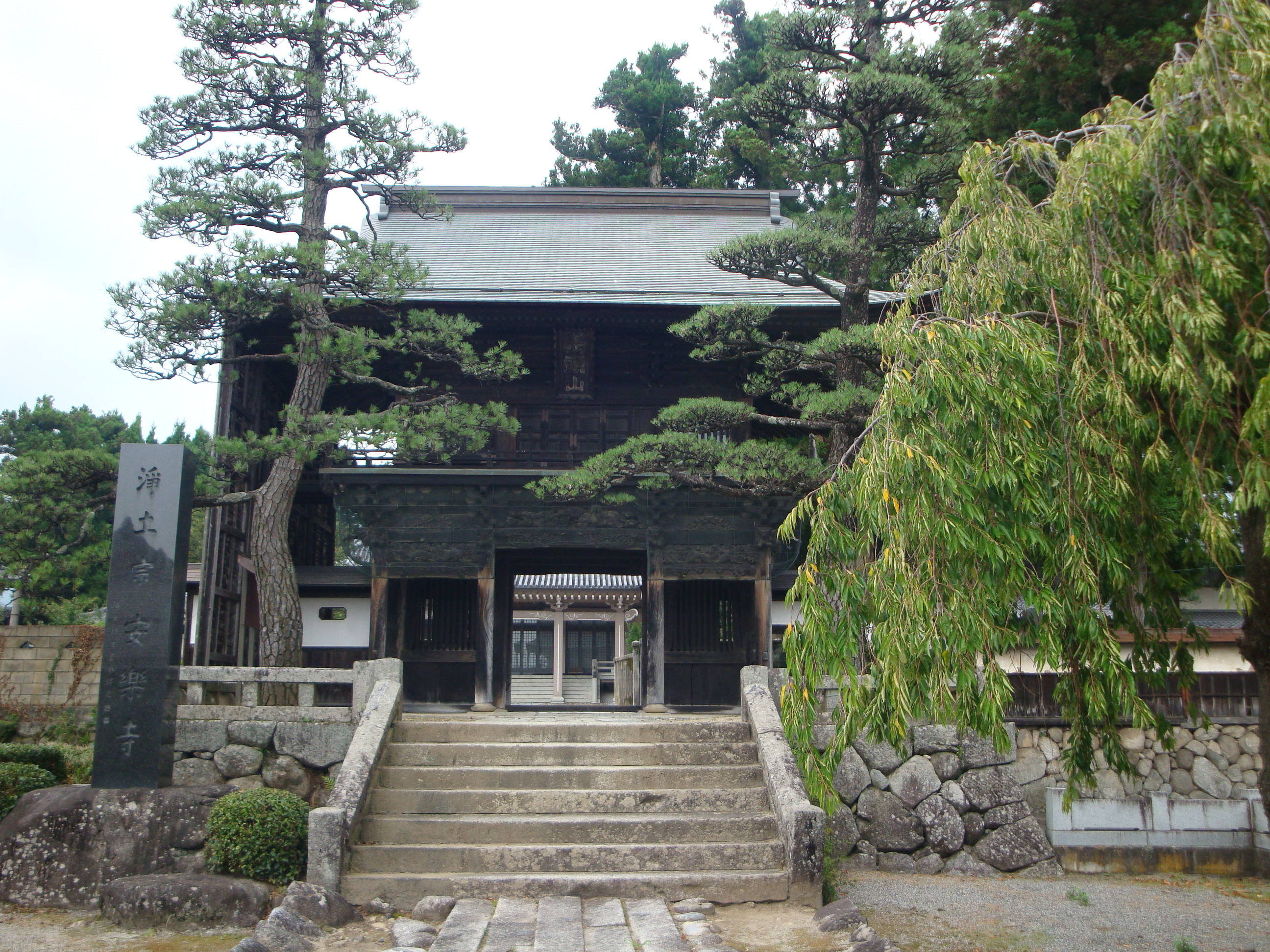
安楽寺三門
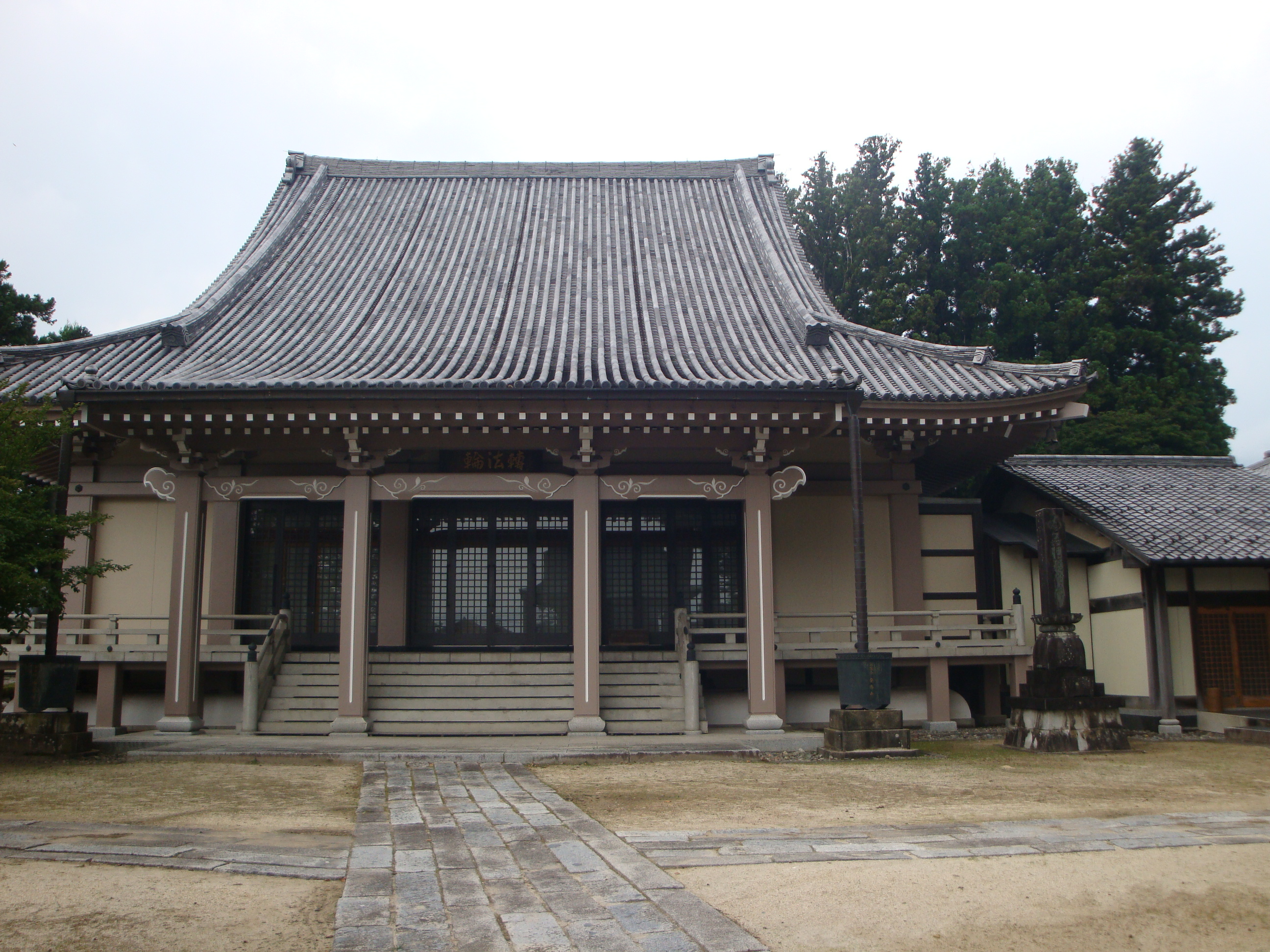
安楽寺本堂
安楽寺鐘楼
安楽寺参道

## 所在地
- 長野県駒ヶ根市上穂栄9-5

## 交通
- JR東海飯田線駒ケ根駅より10分